# Ad hominem
Ad hominem (latinski  "prema čovjeku" ili "prema osobi"), je skraćenica za argumentum ad hominem i pokušaj je negiranja istinitosti neke tvrdnje ukazivanjem na negativne karakteristike ili vjerovanja osobe koja je iznijela tu tvrdnju kao takvu. Ad hominem rasuđivanje obično se objašnjava kao logička zabluda.

## Vrste

### Pogrdan
U pogrdnom smislu ad hominem se ponekad rabi da bi se iskazalo mišljenje o nekom umjetničkom, glazbenom ili akademskom djelu koje se temelji na ponašanju ili nekonvencijalnom političkom uvjerenju samog umjetnika, književnika ili ukusu neke poznate osobe koja je voljela određeno djelo.
Primjeri:
- Jimi Hendrix je bio narkoman, njegova glazba zbog toga ne valja.
- Tin Ujević je bio alkoholičar, zbog toga su njegova djela teška za čitati ili su nerazumljiva.
- "Što Marija zna kako se popravlja automobil? Ona je žensko." (primjer ad feminam)
- "Jozo nema pravo kritizirati kako se vodi ekonomija. On je nezaposlen."
- "Vaše mišljenje o modi nije ispravno, jer ne možete priuštiti nove cipele"

## Govorne logičke pogreške
- pogreška dvoznačnosti (fallaciae aequivocationis)
- pogreška dvosmislenosti
- pogreška kompozicije
- pogreška podjele
- pogreška naglaska
- pogreška govornog oblika